# Ördöglovas (film)
Az Ördöglovas Hamza D. Ákos 1944-ben bemutatott filmje.

## Tartalom
Sándor Móric grófról még manapság is beszélnek a nagy öregek. Ő volt az a lovas bravúrjairól híres fiatalember, aki haldokló apjához a Sándor palotába lépcsőn vágtatott fel. Közben átugratott Metternich Leontine hercegnő hintaja fölött, aki menten beleszeretett az Ördöglovasnak nevezett magyar nemesbe. Gondolhatják, a magyargyűlölő Metternich mennyire örült lánya választásának.

## Szereplők
- Fényes Alice – Leontine
- Kiss Manyi – Josefine
- Sulyok Mária – Metternich felesége
- Benkő Gyula – Sándor Móric
- Makláry Zoltán – Kosztarovics
- Szakáts Zoltán – Metternich
- Hidassy Sándor
- Fáy Béla
- Gárday Lajos
- Vajda Melinda
- Hajnóczy Lívia
- Csanády Lenke
- Balázs Samu
- Vándori Gusztáv
- Kardoss Géza – Sándor Móric gróf apja
- Gonda György
- Pártos Gusztáv
- Harasztos Gusztáv
- Sugár Lajos